# Heinz Kuczera
Heinz Kuczera (* 6. Juni 1935 in Weißwasser; † 4. Dezember 2020) war ein deutscher Eishockeyspieler.

## Karriere
Er spielte bei der SG Dynamo Weißwasser ab 1955 und wurde mit der Mannschaft zwischen 1957/58 und 1964/65 mehrfach DDR-Meister. Nach der Saison 1964/65 beendete er seine Spielerkarriere. In den 1970er-Jahren half er bei der Mannschaft Einheit Niesky aus.
International spielte er für die Nationalmannschaft der DDR bei den Weltmeisterschaften von 1957 bis 1963 sowie bei den Ausscheidungsspielen 1960 gegen die bundesdeutsche Nationalmannschaft für die Olympischen Winterspiele 1960.
Später war er noch Teil des Trainerstabs bei der SG Dynamo Weißwasser bei der letzten DDR-Meisterschaft 1989/90.